# Semafor
Semafor est une œuvre pour petit ensemble instrumental de la compositrice Kaija Saariaho écrite en 2020.

## Contexte et création
Semafor, commande du Carnegie Hall et du Santa Fe Chamber Music Festival, est écrit en 2020. Elle repose sur une œuvre pour orchestre antérieure, Vista. L'œuvre est créée le 11 avril 2022 au Carnegie Hall de New York par l'Ensemble Connect.
Semafor fait référence à l'artiste finlandais de langue suédoise Ernst Mether-Borgström. La compositrice a été inspirée de ses Semafors, qu'il appelait ainsi car ils étaient « comme des panneaux de signalisation dans notre jungle urbaine ».

## Orchestration
| Instrumentation de la version réduite de L'Aile du Songe |
| Bois                                                     |
| flûte et piccolo, clarinette, basson                     |
| Claviers / cordes pincées                                |
| piano, célesta                                           |
| Cordes                                                   |
| violon, alto, violoncelle, contrebasse                   |

## Analyse
Tout comme l'œuvre sur laquelle elle s'appuie, Semafor repose sur un dialogue entre les octaves et les glissendis, figurant des cris. Elle écrit ainsi une sorte d'étude sur ce principe.